# Vought V-173
Vought V-173 "Flying Pancake" là một loại máy bay thử nghiệm của Hoa Kỳ, do Charles H. Zimmerman thiết kế như một phần của chương trình máy bay tiêm kích Vought XF5U "Flying Flapjack" của Hải quân Hoa Kỳ trong Chiến tranh thế giới II.

## Tính năng kỹ chiến thuật (V-173)

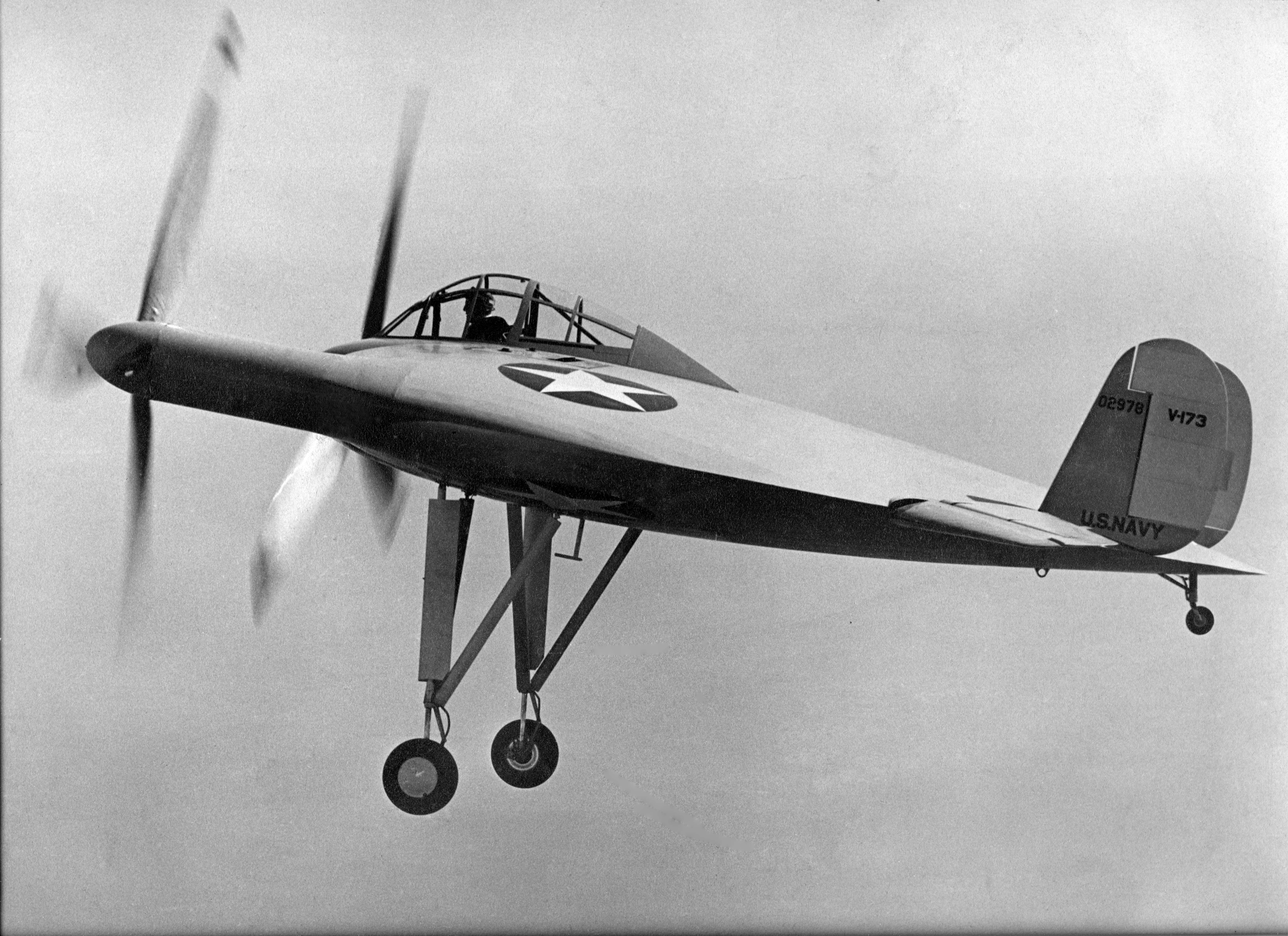
Chuyến bay đầu tiên vào ngày 23 tháng 11 năm 1942

Đặc điểm tổng quát
- Kíp lái: 1
- Chiều dài: 26 ft 8 in (4,51 m)
- Sải cánh: 23 ft 4 in (7,1 m)
- Chiều cao: 14 ft 9 in (4,51 m)
- Diện tích cánh: 427 ft² (44,2 m²)
- Trọng lượng có tải: 2.258 lb (1.024 kg)
- Động cơ: 2 × Continental A-80, 80 hp (60 kW mỗi chiếc)  mỗi chiếc

 Hiệu suất bay 
- Vận tốc cực đại: 138 mph (222 km/h)